# Київський міжнародний економічний форум
Київський міжнародний економічний форум (КМЕФ) — щорічний міжнародний форум, що проходить у форматі дискусійної платформи і націлений на формування стратегії економічного розвитку України, аналізу та обговорення перспектив розвитку української та глобальної економіки і підприємництва.

## Опис
Із започаткування Київського міжнародного економічного форуму в 2014 році його місією було реформування економіки України за допомогою чітко сформованих стратегій, що ґрунтуються на нових підходах до підприємництва, науки, розвитку пріоритетних галузей, тощо завдяки спільній діяльності бізнесу, влади та експертного середовища в межах КМЕФ.
КМЕФ сприяє гармонійній інтеграції України у світову економіку, формує глибше розуміння України у міжнародному співтоваристві як перспективного гравця глобального рівня, а також сприяє вітчизняному бізнесу залучати іноземні інвестиції та виходити на зовнішні ринки. Також КМЕФ слугує майданчиком для вироблення дорожньої карти розвитку та реформування економіки України та конвертації ідей у реальні дії.
Київський міжнародний економічний форум щорічно проводиться із залученням топ-спікерів, що використовує опис реальних економічних, соціальних і бізнес-ситуацій і дає змогу проаналізувати ситуацію та запропонувати можливі рішення.
Основними учасниками форуму є власники і топ-менеджери середніх та великих підприємств, відомі світові бізнесмени, економісти, представники неурядових організацій, політики, науковці, інвестори, представники фінансових організацій та високопосадовці із десятків країн світу.
КМЕФ виступає дискусійним майданчиком, який репрезентує Україну та її економічні можливості іноземному бізнесу, а також дозволяє українським і закордонним підприємцям домовитися про розвиток спільних проектів та налагодити співпрацю. Ідею форума транслюють наступні роки:

## Історія
Ініціатором створення Київського міжнародного економічного форуму став український підприємець, Василь Хмельницький, засновник K.Fund та холдингової компанії UFuture — однієї з найбільших українських бізнес-груп у галузях нерухомості, інфраструктури, промисловості, відновлюваної енергетики, фармацевтики та IT.
Перший Київський міжнародний економічний форум відбувся 2 жовтня 2014 року за участі понад 50 зарубіжних та українських експертів – відомих економістів і реформаторів, представників великих міжнародних компаній, громадських діячів, членів Кабінету Міністрів і депутатів Верховної Ради України.
Станом на вересень 2019 року виконавчим директором форуму є Юрій Пивоваров.
Наглядову раду Форуму складають:
- Василь Хмельницький — підприємець, інвестор, засновник UNIT.City та холдингової компанії UFututre
- Гаррі Джейкобс — виконавчий директор Всесвітньої Академії Мистецтва та Науки
- Артуро Бріс — професор фінансів у IMD.
- Ерік Райнерт — норвезький економіст, професор Талліннського технічного університету
- Віктор Галасюк — президент Української асоціації Римського клубу
- Сергій Квіт — голова Національного агентства із забезпечення якості вищої освіти, професор Національного університету "Києво-Могилянська академія".

### 2014 рік
Перший КМЕФ відбувся 2 жовтня 2014 року за участі понад 50 зарубіжних та українських експертів – економістів, представників великих міжнародних компаній, громадських діячів, членів Кабінету Міністрів і депутатів Верховної Ради України. На Форумі були присутні понад 120 представників міжнародних і українських ЗМІ та більш ніж 800 гостей.
Ключові спікери КМЕФ 2014::
- Андрій Кириленко — професор фінансової практики Міжнародної бізнес-школи при Массачусетському технологічному інституті.
- Чуа Теонг Бан — надзвичайний і повноважний посол Малайзії в Україні
- Труді Норріс-Грей — генеральний керуючий по роботі з державним сектором Центральної та Східної Європи, Microsoft.
- Морган Вільямс — президент і генеральний директор Американсько-Української Ділової Ради (USUBC).
- Анна Дерев'янко — виконавчий директор Європейської Бізнес Асоціації.
- Дафна Коллер — співзасновниця проекту Coursera Стенфордського університету.

### 2015 рік
Основними організаторами форуму були асоціація «Інноваційний розвиток України» та дискусійний клуб «КОЛО».
Спрямованість КМЕФ-2015 була визначена слоганом «Україна: із третього світу в перший». Захід був покликаний затвердити єдине політично-економічне розуміння реформ.
У КМЕФ-2015 взяли участь понад 800 провідних економістів, реформаторів, суспільних діячів та бізнесменів; близько 70 спікерів з 20 країн світу запропонували своє бачення процесу реформування та надали прогресивні рекомендації щодо його побудови, які базуються на нових підходах до освіти, науки та «точок зростання» економіки.
Ключові спікери КМЕФ 2015:
- Гаррі Джейкобс — головний виконавчий директор Всесвітньої академії науки і мистецтв (World Academy of Art & Science).
- Сян Бін — засновник і професор провідної китайської Вищої школи бізнесу Cheung Kong Graduate School of Business (CKGSB).
- Данієлс Павлутс — міністр економіки Латвії (2011-2014).
- Артуро Бріс — професор фінансів у IMD, директор IMD World Competitiveness Center.[15]
- Ганс Швадерер — директор енергетичного і промислового сектору Intel, регіон EMEA.[16]

### 2016 рік
Темою КМЕФ-2016 стала «Україна в умовах четвертої промислової революції».
Участь у форумі взяли 85 спікерів із 20 країн світу, 190 представників ЗМІ та більш ніж 800 гостей. До урочистого відкриття долучився КМЕФ-2016 долучився тодішній Прем’єр-Міністр Володимир Гройсман.
Ключові спікери КМЕФ 2016:
- Гільєрмо Артур — президент Міжнародної федерації адміністраторів пенсійних фондів (FIAP).[19]\
- Кшиштоф Седлецкі — президент Європейської Бізнес Асоціації.
- Пітер Ліндхольм — радник з інноваційної політики Світового банку.[20]
- Дан Шехтман – лауреат Нобелівської премії за 2011 рік, професор Ізраїльського технологічного інституту Техніон.[21]

### 2017 рік
Під час КМЕФ-2017 визначили глобальні тренди, які трансформують світ — від зміни клімату до переходу країн-лідерів до протекціонізму заради захисту власних економік. Участь у форумі взяли 113 спікерів із 30 країн світу, 210 представників ЗМІ та понад 1200 гостей.
Ключові спікери КМЕФ 2017:
- Рей Реддінгтон — засновник Trusted Knight and UAH Payments.[24]
- Карін Майєр Рубінштейн — генеральний директор асоціації Israel Advanced Technology Industries (IATI).[25]
- Джонатан Голслаг — співзасновник Брюссельського інституту вивчення сучасного Китаю.[24]
- Патрік Цанг — голова Правління Tsang's & Co; засновник Global Angels.[26]
- Раджендра Кумар Пачаурі — лауреат Нобелівської премії миру за 2007 р, президент Всесвітнього форуму зі сталого розвитку.[27]

### 2018 рік
Головним лейтмотивом форуму у 2018 році стало обговорення розвитку спільного успішного майбутнього у світі високих технологій.
КМЕФ став головним заходом в рамках Kyiv Investment Week. За два дні Форум відвідало понад 2 тис учасників і взяли участь понад 100 спікерів із більш ніж 30 країн світу. Для висвітлення події, до участі в Форумі долучилося понад 150 представників ЗМІ, як українських, так і закордонних — із США, Великої Британії, Німеччини, Польщі, Франції.
Ключові спікери КМЕФ 2018:
- Стів Гуггенхаймер — корпоративний Віце-Президент, Microsoft, напрямок Штучного Інтелекту.[31]
- Алекс Дімітрієф — старший віце-президент компанії General Electric, президент і CEO General Electric Global.[32]
- Вазіл Худак — віце-президент Європейського інвестиційного банку.[33]
- Ніколя Брюссон — співзасновник і головний виконавчий директор BlaBlaCar.[34]
- Нік Гоуінг — британський журналіст, ведучий програми новин BBC World (1996-2014).[35]

### 2019 рік
Гасло конференції: «Creating the Future in a Changing World». Головне питання форуму у 2019 році — майбутнє в мінливому світі, економічні та технологічні тренди глобального рівня.
Форум відкрив Президент України Володимир Зеленський.
Ключові спікери КМЕФ 2019:
- Нік Гоуінг — британський журналіст, ведучий програми новин BBC World (1996-2014)
- Вазіл Худак — віце-президент Європейського інвестиційного банку.
- Матті Маасікас — Посол ЄС, голова Представництва ЄС в Україні.[38]
- Роберт Купман —Головний економіст та директор департаменту економічних досліджень і статистики Світової організації торгівлі (WTO)
- Томаш Фіала— Генеральний директор та засновник інвестиційної компанії Dragon Capital [39]

### 2020 рік
- Не відбувся через пандемію COVID-2019[40]

### 2021 рік
Відбувся 6-7 жовтня. Гасло конференції: "світ в епоху радикальних змін." На форумі виступили 125 спікерів із 19 країн. Форум зібрав понад 1500 гостей,

### 2022 рік
Відбувся 17 листопада. Гасло конференції: «Україна, яка перемагає» Взяли участь понад 700 учасників очно і 3600 дистанційно.

### 2023 рік
Взяли участь понад 900 учасників та більше ніж 70 спікерів.
Гасло конференції: «Люди. Бізнес. Економіка. Ціна свободи»